# Cappella di San Cristoforo (Savona)
La cappella di san Cristoforo eretta nel 1700, è sita nel quartiere di Legino della città di Savona. Un tempo l'area circostante era circondata da orti, prati e qualche mulattiera, oggi si trova circondata da una strada a forte scorrimento veicolare e al centro di una grande rotatoria di traffico circolare, che unisce il centro e la zona del porto commerciale al casello dell'autostrada e all'ingresso del quartiere di Legino.
Fino agli anni '80 del '900 davanti al portone di ingresso scendeva via Costacavalli e si intersecava via San Cristoforo.
È dedicata a San Cristoforo, patrono dei viandanti e dei viaggiatori.
Ex cappella gentilizia della famiglia Garroni Carbonara cui appartiene ancora oggi.

## La famiglia di appartenenza
La famiglia Garroni Carbonara possidenti dei terreni adiacenti, ora tutti concessi e ceduti, ha usato la cappelletta come chiesa di famiglia, ed è stata nel tempo anche adibita a sepoltura con le salme di alcuni membri, l'ultima nel 1926 circa.
La famiglia annovera nel proprio albero genealogico personaggi di grande rilievo storico: un prefetto di Savona, Umberto e un senatore del Regno d'Italia, ministro di Stato e ambasciatore di Turchia, Camillo. 
«Fu lui a consegnare all'Impero ottomano, la dichiarazione di guerra italiana durante la compagna di Libia» e nel 1922, proprio in veste di ambasciatore, partecipò alla Conferenza di Losanna. 
Entrambi i fratelli sono morti nel 1935..

## Caratteristiche

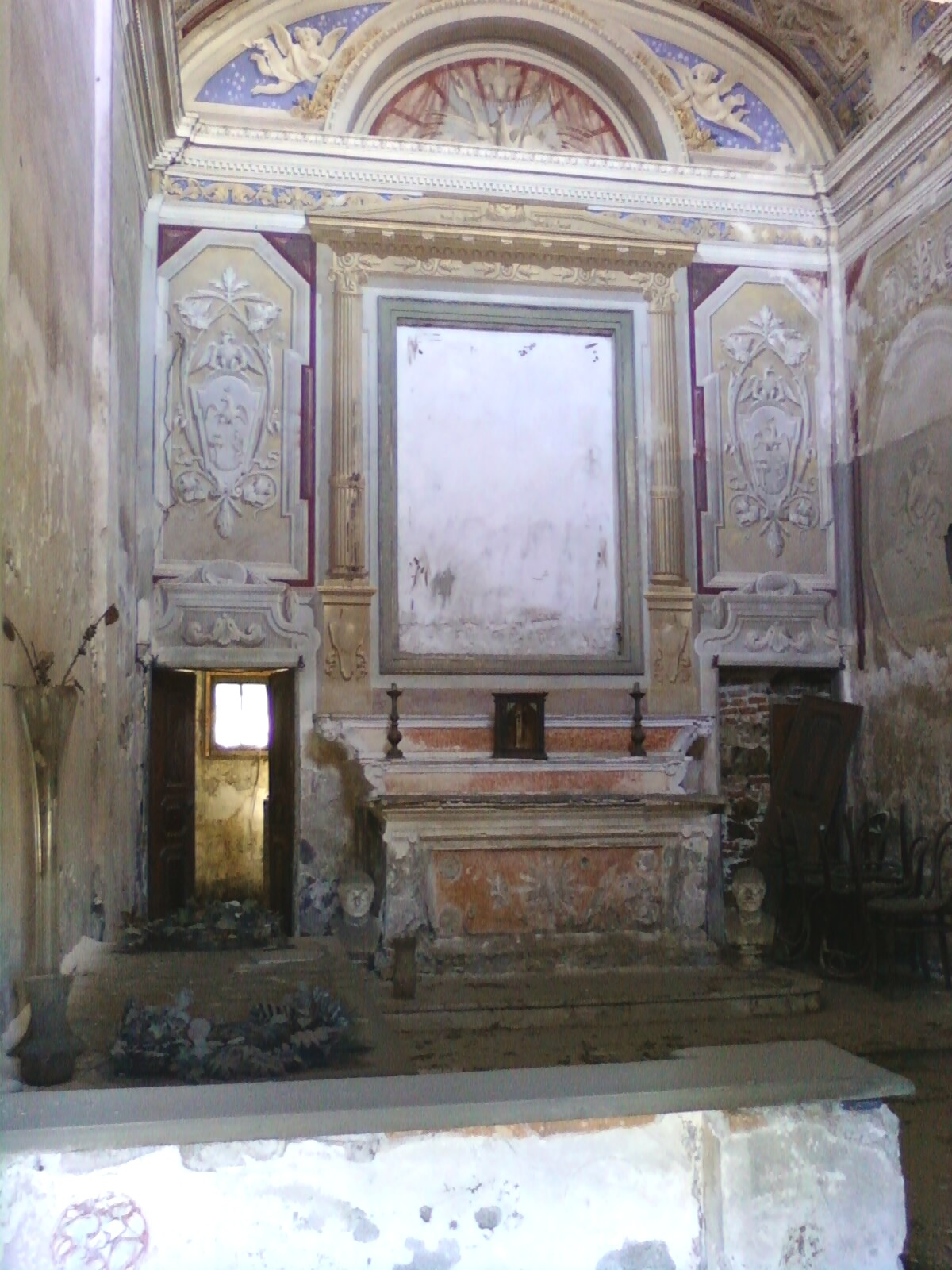
L'interno

La piccola cappella a navata unica e con campanile a vela, ha la facciata colorata a strisce bicolori. 
L'interno è decorato da pitture e denota uno stato di abbandono.
Sopra l'altare si trovava una tela forse raffigurante la Vergine. 
L'epoca di costruzione non è chiara, ma non è certamente anteriore al XVII secolo. 
In facciata è riportata su una lastra di marmo la data del 1880, ma è probabile che si riferisca più ad un intervento di restauro che all'indicazione del periodo di costruzione.